# Temporada 1954-55 de los New York Knicks
La temporada 1954-55 fue la novena de los New York Knicks en la NBA. La temporada regular acabó con 38 victorias y 34 derrotas, clasificándose para los playoffs, en los que fueron eliminados en semifinales de división por los Boston Celtics.

## Elecciones en elDraft
| Ronda | Puesto | Jugador       | Posición | Nacionalidad   | Universidad      |
| ----- | ------ | ------------- | -------- | -------------- | ---------------- |
| 1     | 8      | Jack Turner   | G/F      | Estados Unidos | Western Kentucky |
| 2     | 17     | Richie Guerin | G        | Estados Unidos | Iona             |
| 3     | 26     | Don Anielak   | F        | Estados Unidos | Missouri State   |

## Temporada regular
| División Este         | División Este | División Este | División Este | División Este | División Este | División Este | División Este | División Este |
| Equipo                | G             | P             | %             | PD            | Casa          | Fuera         | Neutral       | Div           |
| --------------------- | ------------- | ------------- | ------------- | ------------- | ------------- | ------------- | ------------- | ------------- |
| x-Syracuse Nationals  | 43            | 29            | .597          | –             | 25–7          | 10–17         | 8–5           | 21–15         |
| x-New York Knicks     | 38            | 34            | .528          | 5             | 17–9          | 8–17          | 13–8          | 15–21         |
| x-Boston Celtics      | 36            | 36            | .500          | 7             | 21–5          | 4–22          | 11–9          | 19–17         |
| Philadelphia Warriors | 33            | 39            | .458          | 10            | 14–5          | 6–20          | 13–14         | 17–19         |
| Baltimore Bullets     | 3             | 11            | .214          | 11            | ---           | ---           | ---           | ---           |

## Playoffs

### Semifinales de División
New York Knicks vs. Boston Celtics
| Fecha       | Partido                                 | Ciudad   |
| ----------- | --------------------------------------- | -------- |
| 15 de marzo | Boston Celtics 122, New York Knicks 101 | Boston   |
| 16 de marzo | New York Knicks 102, Boston Celtics 95  | New York |
| 19 de marzo | New York Knicks 109, Boston Celtics 116 | New York |
|             | Boston gana las series 2-1              |          |

## Estadísticas
| Rk | Jugador           | Edad | P  | PT | MP   | TC  | TCI  | %TC  | 3P | 3PI | %3P | TL  | TLI | %TL   | RO | RD | RT   | AS  | RB | TAP | BP | FP  | PTS  |
| 1  | Carl Braun        | 27   | 71 |    | 34.9 | 5.6 | 14.5 | .388 |    |     |     | 3.9 | 4.8 | .801  |    |    | 4.2  | 3.9 |    |     |    | 2.9 | 15.1 |
| 2  | Harry Gallatin    | 27   | 72 |    | 35.4 | 4.6 | 11.9 | .384 |    |     |     | 5.5 | 6.7 | .814  |    |    | 13.8 | 2.4 |    |     |    | 2.9 | 14.6 |
| 3  | Ray Felix         | 24   | 72 |    | 28.1 | 5.1 | 11.6 | .438 |    |     |     | 4.3 | 6.9 | .622  |    |    | 11.4 | 0.9 |    |     |    | 4.0 | 14.4 |
| 4  | Jim Baechtold     | 27   | 72 |    | 35.2 | 5.0 | 12.5 | .403 |    |     |     | 3.9 | 4.7 | .823  |    |    | 4.3  | 3.0 |    |     |    | 2.8 | 13.9 |
| 5  | Nathaniel Clifton | 32   | 72 |    | 33.2 | 5.0 | 12.9 | .386 |    |     |     | 3.1 | 4.6 | .683  |    |    | 8.5  | 2.8 |    |     |    | 3.1 | 13.1 |
| 6  | Dick McGuire      | 29   | 71 |    | 32.5 | 3.2 | 8.2  | .389 |    |     |     | 2.7 | 4.3 | .644  |    |    | 4.5  | 7.6 |    |     |    | 2.0 | 9.1  |
| 7  | Gene Shue         | 23   | 56 |    | 15.8 | 1.7 | 4.9  | .354 |    |     |     | 1.0 | 1.3 | .750  |    |    | 2.6  | 1.4 |    |     |    | 1.1 | 4.4  |
| 8  | Jack Turner       | 24   | 65 |    | 14.2 | 1.7 | 4.7  | .360 |    |     |     | 0.9 | 1.2 | .789  |    |    | 2.4  | 1.2 |    |     |    | 1.2 | 4.3  |
| 9  | Bob Peterson      | 23   | 37 |    | 13.6 | 1.7 | 4.6  | .367 |    |     |     | 0.8 | 1.2 | .667  |    |    | 4.2  | 0.8 |    |     |    | 2.2 | 4.2  |
| 10 | Bob Knight        | 25   | 2  |    | 14.5 | 1.5 | 3.5  | .429 |    |     |     | 0.5 | 0.5 | 1.000 |    |    | 0.5  | 4.0 |    |     |    | 3.0 | 3.5  |
| 11 | Fred Christ       | 24   | 6  |    | 8.0  | 0.8 | 3.0  | .278 |    |     |     | 1.7 | 1.8 | .909  |    |    | 1.3  | 1.2 |    |     |    | 0.5 | 3.3  |
| 12 | Bert Cook         | 25   | 37 |    | 11.5 | 1.1 | 3.6  | .316 |    |     |     | 0.9 | 1.4 | .680  |    |    | 1.9  | 0.9 |    |     |    | 1.1 | 3.2  |
| 13 | Don Anielak       | 24   | 1  |    | 10.0 | 0.0 | 4.0  | .000 |    |     |     | 3.0 | 4.0 | .750  |    |    | 2.0  | 0.0 |    |     |    | 0.0 | 3.0  |
| 14 | Chuck Grigsby     | 26   | 7  |    | 6.4  | 1.0 | 2.7  | .368 |    |     |     | 0.3 | 1.1 | .250  |    |    | 1.6  | 1.0 |    |     |    | 1.3 | 2.3  |
| 15 | Herm Hedderick    | 25   | 5  |    | 4.6  | 0.4 | 1.8  | .222 |    |     |     | 0.0 | 0.2 | .000  |    |    | 0.8  | 0.4 |    |     |    | 0.6 | 0.8  |
| 16 | Paul Hoffman      | 32   |    |    |      |     |      |      |    |     |     |     |     |       |    |    |      |     |    |     |    |     |      |

## Galardones y récords
| Jugador        | Galardón                    |
| Harry Gallatin | 2º Mejor quinteto de la NBA |